# Alheira de Barroso-Montalegre
A Alheira de Barroso-Montalegre IGP é um produto de origem portuguesa com Indicação Geográfica Protegida pela União Europeia (UE) desde 16 de fevereiro de 2007.

## Área geográfica
A área geográfica de transformação e acondicionamento da Alheira de Barroso-Montalegre IGP fica delimitada ao concelho de Montalegre. No entanto, a área geográfica de produção da carne e da gordura é alargada e inclui os concelhos de Boticas, Chaves e Montalegre, todos no distrito de Vila Real.

## Agrupamento gestor
O agrupamento gestor da indicação geográfica protegida "Alheira de Barroso-Montalegre" é a Cooperativa Agrícola dos Produtores de Batata para Semente de Montalegre, CRL..